# Happy When It Rains
Happy When It Rains è un singolo del gruppo musicale britannico The Jesus and Mary Chain, pubblicato il 3 agosto 1987 come secondo estratto dall'album Darklands.
Raggiunse il nº 25 nella classifica dei singoli nel Regno Unito. Venne distribuito in tre differenti formati, il singolo da 10" venne intitolato "E.P."

## Tracce
Testi e musiche di W. e J. Reid.

### 7"
Lato 1
1. Happy When It Rains - 3:07

Lato 2
1. Everything's Alright When You're Down - 2:37

### 7" (Box limitato con cartolina illustrata)
Lato A
1. Happy When It Rains (Long Version) - 3:33

Lato B
1. Everything's Alright When You're Down - 2:37
2. Shake - 1:57

### 10" intitolatoHappy When It Rains E.P.
Lato 1
1. Happy When It Rains (Long Version) - 3:34
2. Shake - 1:57

Lato 2
1. Everything's Alright When You're Down - 2:37
2. Happy When It Rains (Demo) - 3:45

### 12"
Lato 1
1. Happy When It Rains (Long Version) - 4:00

Lato 2
1. Everything's Alright When You're Down - 2:37
2. Fappy Place - 2:21
3. F. Hole - 1:01